# Otto Trieloff
Pour les articles homonymes, voir Trieloff.
Otto Trieloff (né le 17 novembre 1885 à Duisbourg et décédé le 6 juillet 1967 à Essen) est un athlète allemand spécialiste du 400 mètres. Son club était le Sportclub Preußen Duisburg.

## Biographie

### Palmarès
| Date | Compétition           | Lieu    | Résultat | Épreuve                  | Performance  |
| ---- | --------------------- | ------- | -------- | ------------------------ | ------------ |
| 1908 | Jeux olympiques d'été | Londres | 2e       | Relais olympique (400 m) | 3 min 32 s 4 |

### Records
| Épreuve    | Performance | Lieu | Date |
| ---------- | ----------- | ---- | ---- |
| 400 mètres | 50 s 9      |      | 1908 |